# پیکالین
پیکالین (به لاتین: Pikalin) یک منطقهٔ مسکونی در روسیه است که در آدیغیه واقع شده‌است.